# María Guadalupe Navarro Hernández
María Guadalupe Navarro Hernández (Jalisco, 2006), también conocida como Lupita Navarro, es una deportista mexicana que compite en atletismo adaptado. Ha ganado múltiples medallas de oro en las pruebas de lanzamiento de jabalina, disco y bala yparticipó en los Juegos Paralímpicos de París 2024 en los que logró un octavo lugar en su disciplina.

## Biografía
María Guadalupe es originaria de Tepatitlán de Morelos, Jalisco y durante sus terapias en el DIF de su localidad fue "descubierta" por el Profesor Manuel Maciel, entrenador de talentos en deporte adaptado de México, por lo que al respecto María Guadalupe indica:
El deporte me ha cambiado la vida muchísimo, porque si no estuviera aquí no saldría de mi casa, yo estaba en terapia en el DIF y llegó el profe Maciel a buscar niños con discapacidad que pudieran ser candidatos para practicar deporte y me habló. A la semana fui y si me gustó. 

## Trayectoria deportiva
Su inicio en las competencias Paranacionales inició en 2019, participó como parte de la Selección Nacional de México en los V Juegos Parapanamericanos Juveniles Bogotá 2023, con marcas de 23.54 metros en lanzamiento de disco F55 Sub-17, 14.80 metros en lanzamiento de jabalina y 6.59 metros en bala, con esto consiguió su pase a los Juegos Paralímpicos París 2024.
Durante el World ParaAthletics Gran Prix Xalapa 2023, en la clasificación F55 de lanzamiento de disco quedó en quinto lugar del mundo y tercero de América por una marca de 21.54 metros; mientras que en el lanzamiento de jabalina de la misma clasificación se colocó en segundo lugar de mundo y primero de América con la marca de 15.27 metros; mientras que el Mundial de Para Atletismo Kobe 2024 significó para Lupita un quinto lugar con marca de 22.63 metros.
La participación de María Guadalupe en los Juegos Paralímpicos París 2024, le dio el séptimo lugar en lanzamiento de disco y el octavo lugar en la final de lanzamiento de jabalina F56 con una marca de 17.36 metros, a la vez que su paso por los Paranacionales de CONADE le otorgó 3 medallas de oro en las pruebas de lanzamiento de disco clasificación F55, impulso de bala y lanzamiento de jabalina.
Lupita logró otra medalla de oro en el Grand Prix 2025 y una más en jabalina con una marca de 19.73 metros durante las competencias del Grand Prix de Para Atletismo de Túnez 2025.

## Palmarés internacional
| Año  | Competencia                        | Lugar    | País               | Medalla        | Posición | Prueba           | Marca (m) | Nota                    |
| ---- | ---------------------------------- | -------- | ------------------ | -------------- | -------- | ---------------- | --------- | ----------------------- |
| 2025 | Grand Prix de Paratletismo         | Túnez    | Bandera de Túnez   | Medalla de oro | 1        | Jabalina         | 19.73     |                         |
| 2024 | Juegos Paralímpicos de París       | París    | Bandera de Francia |                | 7        | Disco            |           |                         |
| 2024 | Juegos Paralímpicos de París       | París    | Bandera de Francia |                |          | 8                | Jabalina  | 17.36                   |
| 2024 | Grand Prix de Paratletismo         | Xalapa   | Bandera de México  |                | 4        | Jabalina         | 15.27     | Primer lugar de América |
| 2024 | Grand Prix de Paratletismo         | Xalapa   | Bandera de México  |                | 5        | Disco F55        | 21.54     | Tercer lugar de América |
| 2024 | Campeonato Mundial de Paratletismo | Kobe     | Bandera de Japón   |                | 5        | Jabalina         | 22.63     |                         |
| 2023 | Juegos Parapanamericanos           | Santiago | Bandera de Chile   |                |          | Disco F55 Sub-17 | 23.54     |                         |
| 2023 | Juegos Parapanamericanos           | Santiago | Bandera de Chile   |                |          | Jabalina         | 14.80     |                         |
| 2023 | Juegos Parapanamericanos           | Santiago | Bandera de Chile   |                |          | Bala             | 6.59      |                         |